# ابوالعباس احمد
ابوالعباس احمد (انگلیسی: Abu'l-Abbas Ahmad al-Mustansir; نامشخص – ۱۳۹۳) سلطان مرینیان مراکش از سال ۱۳۷۳ تا ۱۳۸۴ میلادی بود.